# مقتل الكومنداتور
مقتل الكومنداتور (باليابانية: 騎士団長殺し) رواية يابانية من تأليف هاروكي موراكامي، صدرت في 24 فبراير 2017 على جزأين، الجزء الأول بعنوان «فكرة تظهر» (باليابانية: 顕れるイデア編) والجزء الثاني بعنوان «مجاز يتنقل» (باليابانية: 遷ろうメタファー編).

## القصة
تدور أحداث القصة حول بطل الرواية الذي لم يرد اسمه فيها، وهو رسام متخصص بالصور الشخصية. ويعيش مؤقتا –بعد أن انفصل عن زوجته– في منزل قديم يعود لفنان شهير يدعى أمادا توموهيكو حيث إن ابنه صديق لبطل الرواية من أيام مدرسة الفنون. وأمادا البالغ من العمر 92 عاما يعاني من الخرف وهو يتلقى العناية في منشأة رعاية بعيدة. يسمع بطل الرواية أحيانا أصوات ضوضاء خافتة في الليل قادمة من العلية. وبسبب شعوره بالقلق من إمكانية وجود جرذان، يأخذ مصباحاً يدوياً ويذهب لرؤية ماذا يحدث هناك حيث يعثر على بومة. ولكن هذا ليس كل شيء. فبجانب المدخل يعثر أيضاً على لوحة كبيرة ملفوفة بورقة بنية اللون. ويشير ملصق مرفق بهذه اللوحة إلى أن اسمها ”مقتل قائد الفرسان“ وهي أحد أعمال أمادا غير المكتشفة والتي تصور مشهدا دمويا من ”دون جيوفاني“ في اليابان القديمة. ويصور العمل الفني المرسوم وفق نمط ”نيهونغا“ الياباني التقليدي أربع شخصيات رئيسية. حيث يصور شاباً غرس سيفه بعمق في صدر رجل عجوز بلحية بيضاء، بينما ينظر كل من خادم وشابة بذهول للمشهد. وفي الزاوية السفلية اليسرى من اللوحة يبرز رأس شخصية أخرى من فتحة في الأرض، رافعاً غطاء مربعاً بشكل نصف مفتوح. ويصبح بطل الرواية مهووسا بهذا المشهد وخصوصا بالشاهد السري ذي الوجه الطويل بشكل أكبر من الطبيعي حيث يشبه الباذنجان. وفي واقعة غريبة أخرى، يوقظ صمت غير طبيعي بطل القصة في الليل. فالغناء المألوف لحشرات الزيز الخريفية والذي لا يتوقف، لسبب ما أصبح غير مسموع. وعندما يذهب إلى المطبخ لإعداد كأس من الويسكي لنفسه، يسمع وسط الصمت رنينا بعيدا لجرس. وما إن يخطو خارج المنزل حتى يكتشف أن الرنين قادم فيما يبدو من جانب معبد صغير. وخلف المعبد توجد تلة مقبرة يتواصل خروج صوت الرنين من تحتها...

## روابط أضافية
- الموقع الرسمي

   طالع كتاب مقتل الكومنداتور على موقع جود ريدز